# Kazimierz Tkaczuk

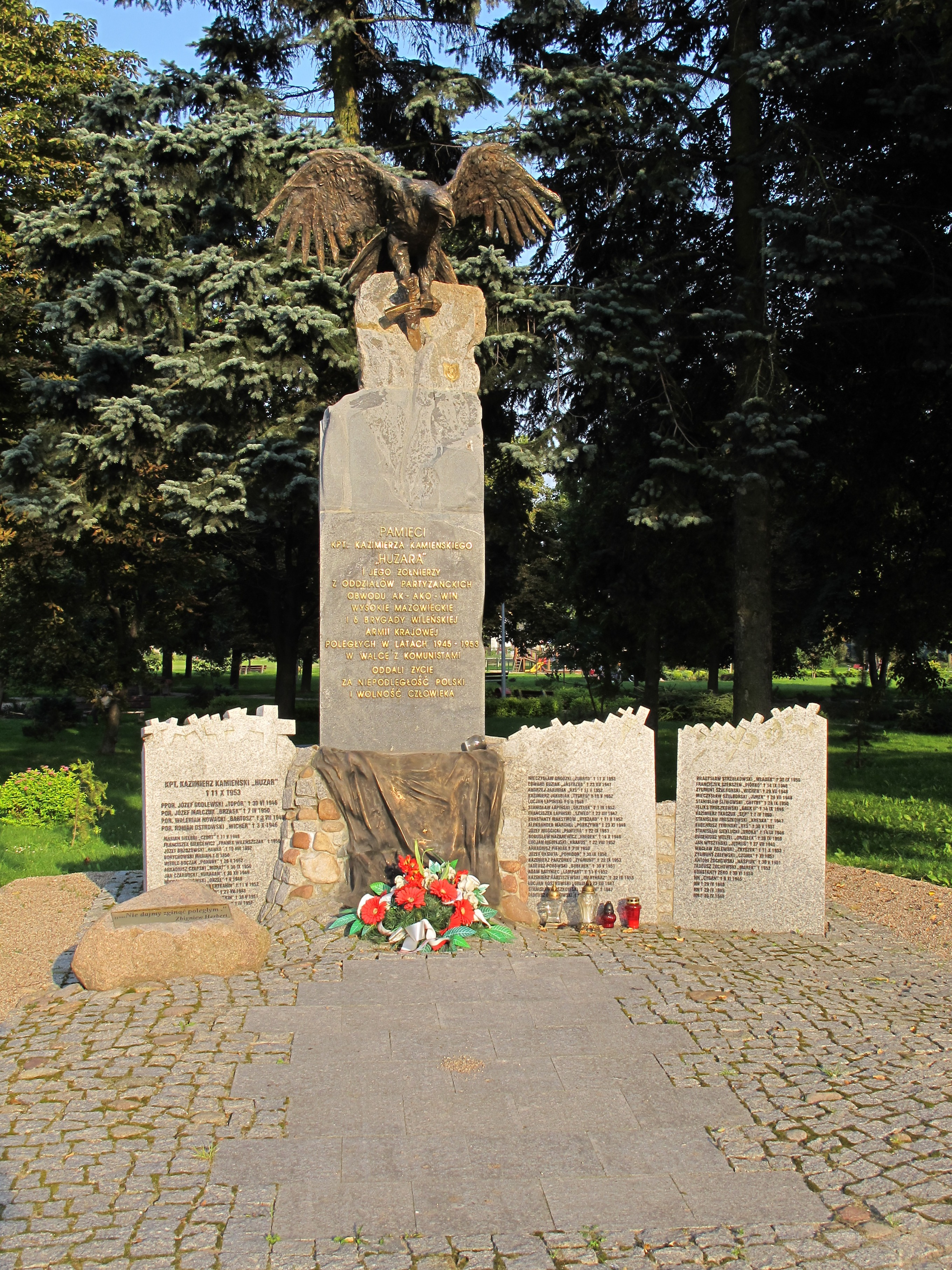
Pomnik poświęcony Kazimierzowi Kamieńskiemu i żołnierzom 6 Brygady Wileńskiej w Wysokiem Mazowieckim. Wśród żołnierzy wymieniony jest również Kazimierz Tkaczuk

Kazimierz Tkaczuk pseud. Sęp (ur. ?, zm. 7 kwietnia 1950 koło Toczysk Podbornych) – żołnierz ZWZ-AK, podoficer Zrzeszenia Wolność i Niezawisłość, sierżant 6 Partyzanckiej Brygady Wileńskiej, żołnierz wyklęty.

## Życiorys
Kazimierz Tkaczuk był z zawodu kowalem, był uczestnikiem kampanii wrześniowej 1939 roku. W czasie wojny był żołnierzem ZWZ i AK. Po wojnie pozostał w konspiracji. W 6 Wileńskiej Brygadzie (WiN) był żołnierzem w oddziale Józefa Małczuka „Brzaska”.
Siódmego kwietnia 1950 roku, w wyniku donosu agenta UB Czesława Białowąsa „Małachowskiego”, grupa operacyjna KBW w sile dwóch batalionów, okrążyła oddział „Brzaska” obozujący w lesie koło wsi Toczyski Podborne. Dziewięciu partyzantów początkowo wycofało się w głąb lasu, a po dwóch potyczkach z grupą szturmową KBW podjęło próbę przebicia. Poległ „Brzask” i sierż. Kazimierz Tkaczuk „Sęp”, a nazajutrz żołnierze KBW odnaleźli rannego kolejnego partyzanta – Arkadiusza Pieniaka „Arkadka”, który ostrzelał ich z pistoletu, a następnie popełnił samobójstwo. Reszta oddziału, dowodzona przez Adam Ratyńca „Lamparta” w nocy przedarła się przez okrążenie KBW.

## Upamiętnienie
W Wysokiem Mazowieckim odsłonięto pomnik upamiętniający Kazimierza Kamieńskiego, oficerów i żołnierzy 6 Wileńskiej Brygady. Wśród poległych wymieniony jest również Kazimierz Tkaczuk.
Postanowieniem prezydenta RP Lecha Kaczyńskiego z 9 listopada 2007 roku „za wybitne zasługi dla niepodległości Rzeczypospolitej Polskiej” Kazimierz Tkaczuk został pośmiertnie odznaczony Krzyżem Komandorskim Orderu Odrodzenia Polski, a przekazanie orderu rodzinie odbyło się 11 listopada tego samego roku w czasie uroczystości z okazji Narodowego Święta Niepodległości.

## Życie rodzinne
Kazimierz Tkaczuk, gdy decydował się na przyłączenie do podziemia antykomunistycznego, był wdowcem, zostawił 2-letniego syna u rodziny.